# Zé Sérgio
José Sérgio Presti, plus connu sous le nom de Zé Sergio, était un footballeur brésilien né le 8 mars 1957 à São Paulo. Il a joué au poste d’attaquant avec São Paulo FC et avec l’équipe du Brésil.

## Carrière
- 1977 - 1984: São Paulo FC ( Brésil)
- 1984 - 1986: Santos FC ( Brésil)
- 1986 - 1987: CR Vasco de Gama ( Brésil)
- 1989 - 1991: Kashiwa Reysol  ( Japon)
- Zé Sergio a eu 30 sélections avec l’équipe du Brésil.

## Palmarès
- Champion du Brésil en 1977 avec São Paulo FC
- Champion de l'État de São Paulo en 1980, 1981 avec São Paulo FC
- Champion de l'État de Rio de Janeiro en 1987 avec CR Vasco de Gama
- Coupe Kirin en 1985 avec CR Vasco de Gama
- « Ballon d'or brésilien » en 1980